# Mõniste
Mõniste är en ort i Estland. Den ligger i Mõniste kommun och landskapet Võrumaa, i den södra delen av landet, 230 km sydost om huvudstaden Tallinn. Mõniste ligger 79 meter över havet och antalet invånare är 229.
Terrängen runt Mõniste är platt. Runt Mõniste är det mycket glesbefolkat, med 5 invånare per kvadratkilometer. Närmaste större samhälle är Varstu, 4,3 km nordost om Mõniste. I omgivningarna runt Mõniste växer i huvudsak blandskog.